# Seethalerhütte
Die Seethalerhütte, einstmals Dachsteinwartehütte genannt, ist eine Schutzhütte der Sektion Austria des ÖAV in 2740 m ü. A. Höhe östlich und unterhalb des Hohen Dachsteins am Rand des Hallstätter Gletschers und hoch über der Dachstein-Südwand. Somit ist sie die höchstgelegene Schutzhütte im Dachsteingebirge hoch über Ramsau direkt auf der Grenze zwischen Oberösterreich und der Steiermark. Sie ist sowohl ein vielbesuchtes Ziel von Tagesgästen, die vom nahen Hunerkogel (Dachstein-Südwandbahn) herüber kommen, als auch ein wichtiger Stützpunkt für Bergsteiger, die von hier aus größere Berg-, Gletscher- und Klettertouren auf dem Dachstein unternehmen können. Im Winter bietet die Umgebung zahlreiche Möglichkeiten für Skitouren.
Unmittelbar neben der Hütte befindet sich der Ausstieg des 1999 errichteten „Johann-Klettersteiges“. Die Hütte ist auch der Ausgangspunkt des Klettersteiges „Schulteranstieg“ auf den Hohen Dachstein.

## Geschichte
Die Hütte wurde 1929 als Unterstand von dem Hallstätter Bergführer Johann Georg Seethaler (* 16. April 1871, † 10. Dezember 1946) errichtet, der seit 1927 Hüttenwirt des von den Österreichischen Naturfreunden neuerrichteten Wiesberghauses war. Das Baumaterial für die acht Gehstunden von Hallstatt entfernte Hütte wurde 1928 bis zur Simonyhütte (2205 m ü. A.) getragen, dann über den Gletscher bis zum Eisstein und weiter zur Dachsteinwarte. 1931 wurde die Hütte von der Sektion Austria des Deutschen und Österreichischen Alpenvereins (DuOeAV) angekauft.
Johann Georg Seethalers Sohn, Sepp Seethaler (* 18. August 1907, † 15. September 1980), fungierte von Anfang an 50 Jahre als Hüttenwirt. Im Jahr 1979 würdigte der Eigentümer der Hütte das langjährige Wirken des Hüttenwirtes und nahm die Umbenennung der Dachsteinwartehütte in Seethalerhütte vor.
Nach dem Bau der Dachstein-Südwandbahn 1969 wurde die Versorgung der Hütte etwas leichter, da sie seitdem von der Bergstation in etwa einer Dreiviertelstunde erreichbar ist. 1979 trat der legendäre Hüttenwirt Seep Seethaler nach 50 Jahren Dienst zurück und übergab an den Bergführer Peter Reitmann. Während seiner Zeit erfolgte ein Zubau und andere Umbauten, so dass der spartanische Stützpunkt zu einer gemütlichen Raststätte wurde. 2000 zog sich Reitmann als Hüttenwirt zurück und übergab an Wilfried Schrempf. Im Jahr 2002 erfolgte ein Umbau, nach dem auch Übernachtungen auf der Hütte möglich waren. 2012 erhielt die Hütte das Umweltgütesiegel für Alpenvereinshütten.

### Neubau
Wegen der desolaten Bausubstanz der Hütte und der Dolinenbildung am Standort der Hütte beschloss die Sektion Austria des Österreichischen Alpenvereins (ÖAV) einen Neubau nächst der vorhandenen Hütte. Zu diesem Zwecke schrieb die Sektion Austria 2016 einen Architektur-Wettbewerb aus, den die Innsbrucker Dreiplus Architekten ZT GmbH mit einem „formal innovativen“ Entwurf für sich entschied. Der Spatenstich für das rund 2 Millionen Euro teure Projekt fand am 24. Juli 2017 statt. Am 25. Dezember 2018 wurde die Hütte eröffnet.

## Zugänge
- Vom Hunerkogel (Bergstation der Dachstein-Südwandbahn, 2690 m) über den Gletscherweg, leicht, Gehzeit: 45 Minuten
- Von der Gjaidalm (Bergstation der Dachsteinseilbahn, 1750 m) über die Simonyhütte und den Hallstätter Gletscher, mittel, Gehzeit: 4½ Stunden
- Von Hallstatt (515 m) über Wiesberghaus und Simonyhütte, konditionell sehr anspruchsvoll, Gehzeit: 8 Stunden
- Von der Türlwandhütte (1700 m), Talstation Dachstein-Südwandbahn über Dachsteinsüdwandhütte, Hunerscharte und Gletscherweg, nur für Geübte, Gehzeit: 4 Stunden

## Übergänge
- Adamekhütte (2196 m) über zwei Gletscher, Steinerscharte, nur für Geübte mit entsprechender Ausrüstung, Gehzeit: 3 Stunden
- Simonyhütte (2205 m) über Hallstätter Gletscher, nur für Geübte mit entsprechender Ausrüstung, Gehzeit: 2 Stunden
- Guttenberghaus (2146 m) über Gletscherweg, Weitwanderweg und Gruberscharte, mittel, Gehzeit: 4½ Stunden
- Austriahütte (1638 m) über Gletscherweg, Austriascharte und Edelgrieß, nur für Geübte, Gehzeit: 4 Stunden
- Dachsteinsüdwandhütte (1910 m) über Gletscherweg, Hunerscharte, nur für Geübte, Gehzeit: 3 Stunden

## Gipfelbesteigungen
- Hoher Dachstein (2995 m) über Normalweg, Kletterstellen I–II auf der UIAA-Skala, gesichert, nur für Geübte, Gletscherbegehung, Gehzeit: 1 Stunde
- Hoher Gjaidstein (2795 m) über Gjaidsteinsattel und Südgrat, mittel, nur für Geübte, Gehzeit: 1½ Stunden
- weitere Gipfel sind nur mit Kletterfähigkeiten überwiegend weglos erreichbar: Niederer Dachstein (2934 m), Dirndln (2834 m)

## Klettersteig
Der überaus anspruchsvolle Johann-Klettersteig mit der Schwierigkeitsstufe D/E führt von der Dachsteinsüdwandhütte durch die Südwand direkt zur Seethalerhütte. Er ist nur für Erfahrene mit entsprechender Ausrüstung anzuraten und wird oft mit Bergführern bewältigt.

## Karten
- Alpenvereinskarte Blatt 14 Dachstein (1:25.000)[8]

## Bildergalerie

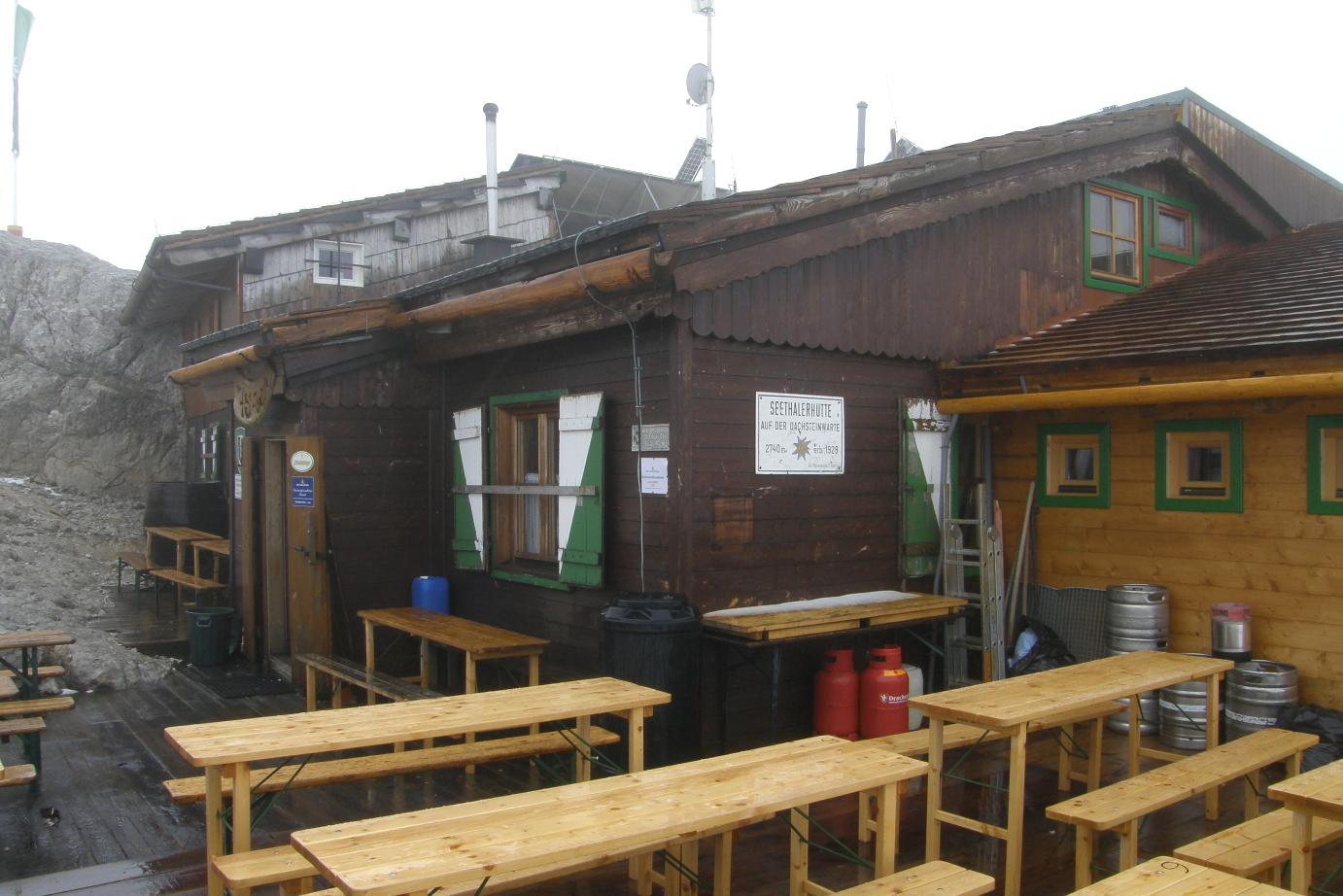
Alte Seethalerhütte (2007)
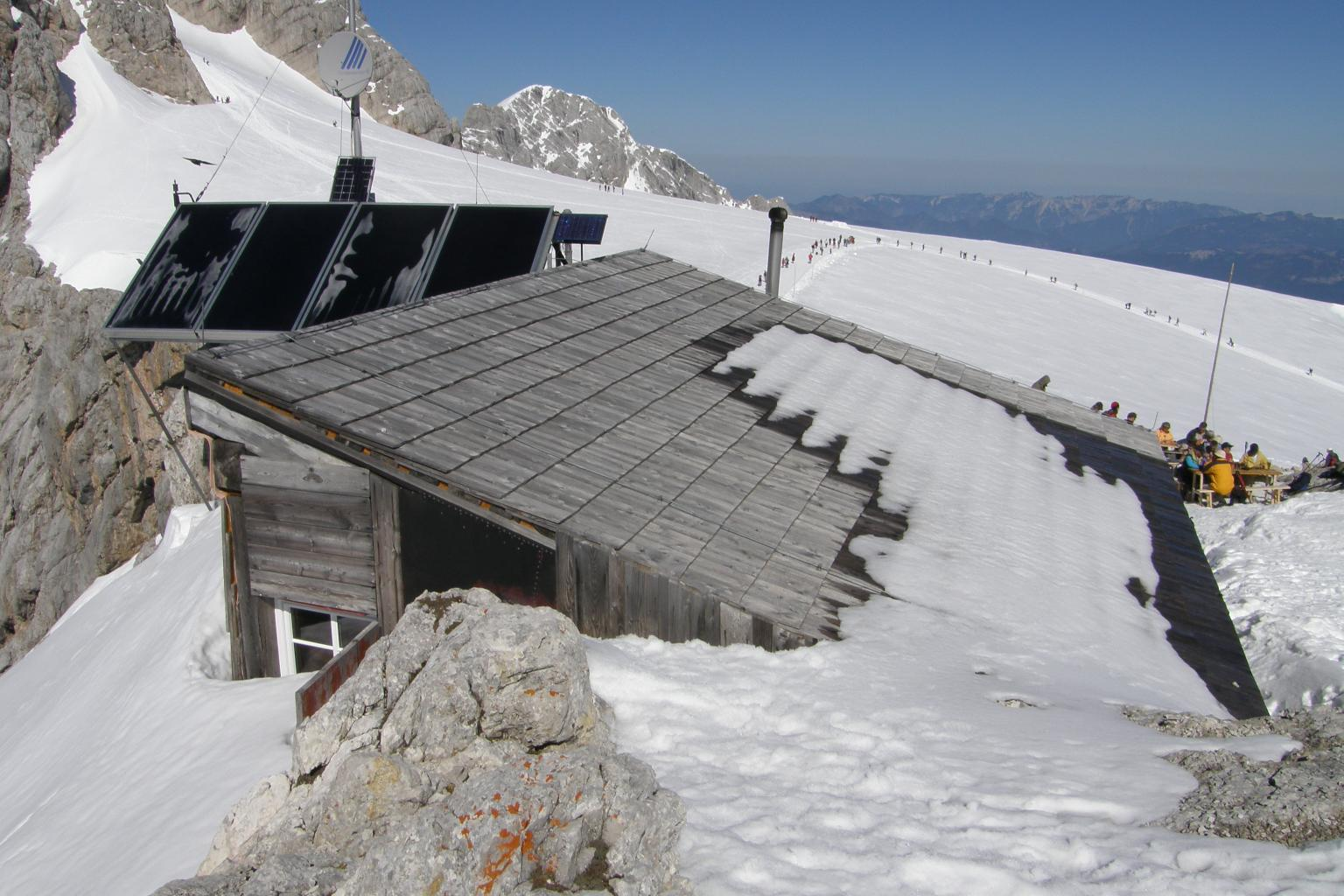
Alte Seethalerhütte (2007)
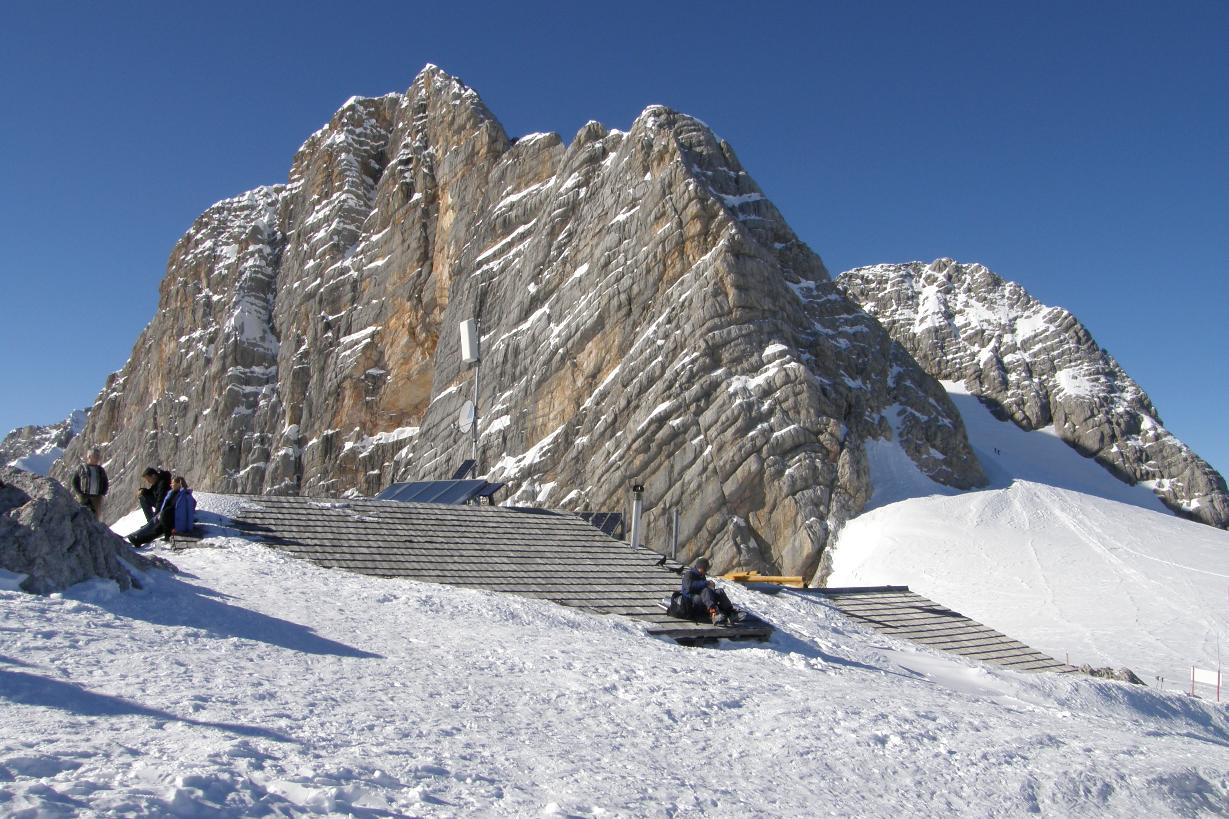
Hoher Dachstein, davor die alte Hütte (2007)
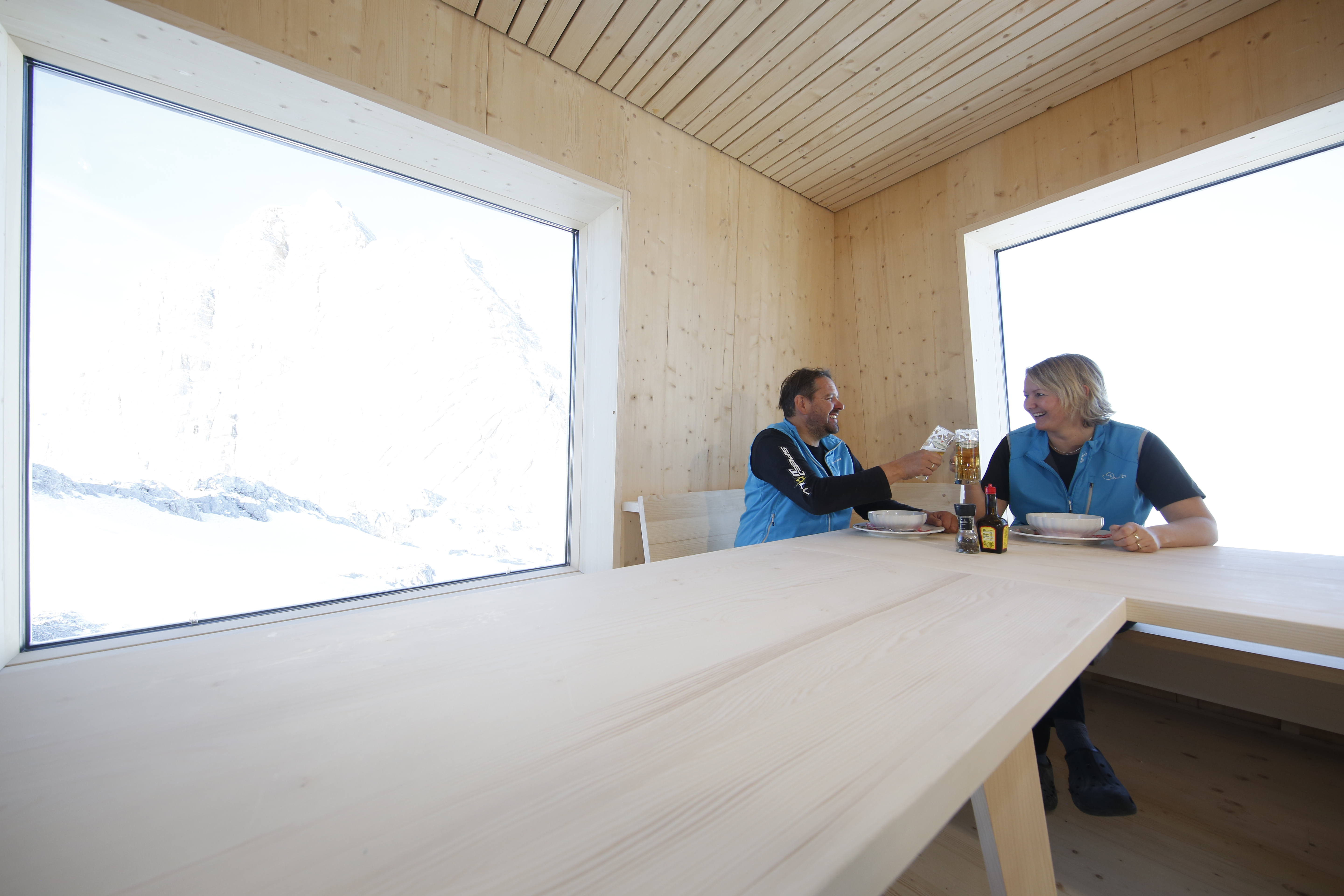
Pächterfamilie (2018)
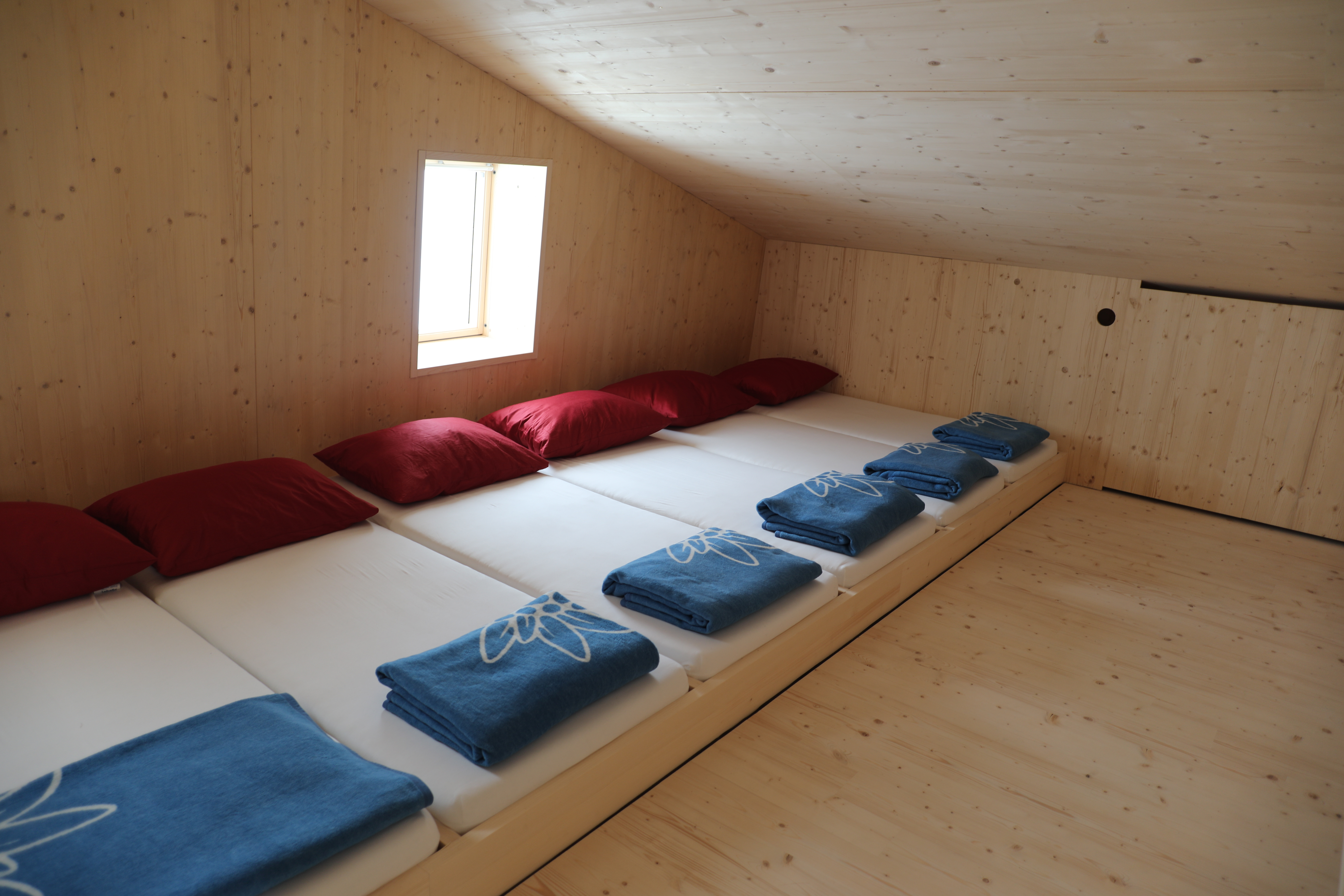
Matratzenlager (2019)